# Česká Metuje (przystanek kolejowy)
Česká Metuje – przystanek kolejowy w miejscowości Česká Metuje, w kraju hradeckim, w Czechach. Znajduje się na wysokości 465 m n.p.m.
Jest zarządzany przez Správę železnic. Na przystanku nie ma możliwości zakupu biletów, a obsługa podróżnych odbywa się w pociągu.

## Linie kolejowe
- 026 Týniště nad Orlicí - Otovice zastávka